# SNL 코리아 시즌 9
《SNL 코리아》의 아홉 번째 시즌은 2017년 3월 25일부터 11월 18일까지 tvN에서 방송되었다.

## 크루
- 신동엽
- 유세윤
- 정성호
- 김민교
- 정상훈
- 김준현
- 안영미
- 정이랑
- 권혁수
- 이세영
- 장도윤
- 강윤
- 혜정
- 김현주
- 장도연 - 17회부터 합류했다.
- 심소영 - 16회를 끝으로 하차했다.

## 코너

### 콩트
- 설혁수의 SNL 특강 : 권혁수
- 여의도 텔레토비 : 김민교, 이상훈, 정상훈, 이세영, 정이랑(출연), 구자형(성우)
- SNL 게임즈 - GTA 수능 : 김민교, 홍진호, 정이랑, 권혁수, 강윤, EXID, 장도윤(출연), 서유리(성우)
- SNL 가족 : 혜정, 박재범, 이세영, 권혁수, 정상훈, 유세윤, 정이랑, 정성호, 김민교
- 선생 신봉두 : 신동엽, 김원해, 정이랑, 유세윤, 서유리, 이세영, 강윤
- 크루가 크루에게 : 크루 전원

### 위켄드 업데이트
- 메인 뉴스 : 신동엽, 최일구, 장도연(앵커), 강유미, 이상훈(기자)

## 에피소드
| 전체 번호                                                    | 시즌 번호 | 호스트           | 게스트                                                       | 본 방송 날짜     | AGB닐슨 시청률(%) | TNmS 시청률(%) |
| ------------------------------------------------------------ | --------- | ---------------- | ------------------------------------------------------------ | ---------------- | ----------------- | -------------- |
| 175                                                          | 1         | 수영             | (없음)                                                       | 2017년 3월 25일  | 1.7               | 1.5            |
| 이세영이 크루로 복귀하였다.                                  |           |                  |                                                              |                  |                   |                |
| 176                                                          | 2         | 임수향           | 로버트 할리                                                  | 2017년 4월 1일   | 1.7               | 1,7            |
| 177                                                          | 3         | 구구단           | (없음)                                                       | 2017년 4월 8일   | 1.7               | 2.1            |
| 178                                                          | 4         | 최태준           | 장재인                                                       | 2017년 4월 15일  | 1.4               | 1.5            |
| 179                                                          | 5         | 김종민           | (없음)                                                       | 2017년 4월 22일  | 1.3               | 1.8            |
| 180                                                          | 6         | 김소연           | (없음)                                                       | 2017년 4월 29일  | 2.3               | 2.6            |
| 181                                                          | 7         | 김준호           | (없음)                                                       | 2017년 5월 6일   | 2.2               | 1,9            |
| 182                                                          | 8         | 정혜성           | (없음)                                                       | 2017년 5월 13일  | 1.7               | 2.3            |
| 183                                                          | 9         | 김예원           | (없음)                                                       | 2017년 5월 20일  | 1.6               | 2.1            |
| 184                                                          | 10        | 현우             | 임은경                                                       | 2017년 5월 27일  | 정보 없음         | 추후 공개      |
| 185                                                          | 11        | 최정원           | LJ, UV, 신동                                                 | 2017년 6월 3일   | 정보 없음         | 추후 공개      |
| 186                                                          | 12        | 김서형           | 선우용녀                                                     | 2017년 6월 10일  | 2.2               | 2.9            |
| 187                                                          | 13        | 로이킴           | (없음)                                                       | 2017년 6월 17일  | 정보 없음         | 추후 공개      |
| 188                                                          | 14        | 티아라           | 장문복                                                       | 2017년 6월 24일  | 정보 없음         | 추후 공개      |
| 189                                                          | 15        | 에이핑크         | (없음)                                                       | 2017년 7월 1일   | 정보 없음         | 추후 공개      |
| 190                                                          | 16        | 박수홍           | 솔빈                                                         | 2017년 7월 8일   | 정보 없음         | 추후 공개      |
| 심소영이 크루에서 하차하였다.                                |           |                  |                                                              |                  |                   |                |
| 191                                                          | 17        | 레드벨벳         | (없음)                                                       | 2017년 7월 22일  | 정보 없음         | 추후 공개      |
| 장도연이 크루로 합류하였다.                                  |           |                  |                                                              |                  |                   |                |
| 192                                                          | 18        | 김성오           | (없음)                                                       | 2017년 7월 29일  | 2.0               | 1.9            |
| 193                                                          | 19        | 홍진영           | 주이                                                         | 2017년 8월 5일   | 1.7               | 2.1            |
| 194                                                          | 20        | 워너원           | 최설화                                                       | 2017년 8월 12일  | 정보 없음         | 추후 공개      |
| 195                                                          | 21        | 워너원           | (없음)                                                       | 2017년 8월 19일  | 정보 없음         | 추후 공개      |
| SNL 코리아 최초로 호스트가 2주 연속 출연했다.                |           |                  |                                                              |                  |                   |                |
| 196                                                          | 22        | 윤세아           | (없음)                                                       | 2017년 8월 26일  | 정보 없음         | 추후 공개      |
| 197                                                          | 23        | 토니 안          | (없음)                                                       | 2017년 9월 2일   | 정보 없음         | 추후 공개      |
| 198                                                          | 24        | 여자친구         | 원썬                                                         | 2017년 9월 9일   | 정보 없음         | 추후 공개      |
| 199                                                          | 25        | 이채영           | (없음)                                                       | 2017년 9월 16일  | 정보 없음         | 추후 공개      |
| 200                                                          | 26        | 김생민           | 송은이                                                       | 2017년 9월 23일  | 정보 없음         | 추후 공개      |
| 김생민의 개인 스케줄 조율 문제로 인해 생방송으로 진행되었다. |           |                  |                                                              |                  |                   |                |
| 201                                                          | 27        | 추성훈           | 김동현                                                       | 2017년 9월 30일  | 정보 없음         | 추후 공개      |
| 202                                                          | 28        | 다이아           | (없음)                                                       | 2017년 10월 14일 | 정보 없음         | 추후 공개      |
| 203                                                          | 29        | 맛있는 녀석들    | (없음)                                                       | 2017년 10월 21일 | 정보 없음         | 추후 공개      |
| 204                                                          | 30        | 이태임           | 주은, JBJ                                                    | 2017년 10월 28일 | 정보 없음         | 추후 공개      |
| 205                                                          | 31        | 김숙, 송은이     | 더 로즈                                                      | 2017년 11월 4일  | 정보 없음         | 추후 공개      |
| 206                                                          | 32        | 슈퍼주니어       | 후니용이                                                     | 2017년 11월 11일 | 정보 없음         | 추후 공개      |
| 207                                                          | 33        | (없음) "크루 쇼" | EXID, 최일구, 홍진호, 김원해, 이상훈, 강유미, 서유리, 박재범 | 2017년 11월 18일 | 정보 없음         | 추후 공개      |